# Supercopa da Alemanha de Basquetebol
A Supercopa da Alemanha de Basquetebol (em inglês:  BBL-Champions Cup) é um torneio organizado pela Basketball Bundesliga anualmente confrontando o campeão da Bundesliga e o campeão da Copa da Alemanha da temporada corrente. A equipe bávara do Brose Bamberga é a equipe que mais vezes disputou a final no total de seis vezes, sendo também o maior campeão com cinco ocasiões.

## Campeões
|  | Campeão da Supercopa |

| Ano  | Campeão da Bundesliga                                                       | Placar                                                                      | Campeão da Copa da Alemanha                                                 | Arena                                                                       | Cidade                                                                      | Ref.  |
| ---- | --------------------------------------------------------------------------- | --------------------------------------------------------------------------- | --------------------------------------------------------------------------- | --------------------------------------------------------------------------- | --------------------------------------------------------------------------- | ----- |
| 2006 | RheinEnergie Köln                                                           | 75–74                                                                       | ALBA Berlin                                                                 | Max-Schmeling-Halle                                                         | Berlim                                                                      |       |
| 2007 | Brose Baskets                                                               | 70–51                                                                       | RheinEnergie Köln                                                           | Arena Ludwigsburg                                                           | Ludwigsburgo                                                                |       |
| 2008 | ALBA Berlin                                                                 | 84–69                                                                       | Artland Dragons                                                             | Artland-Arena                                                               | Quakenbrück                                                                 |       |
| 2009 | EWE Oldenburg                                                               | 69–54                                                                       | Telekom Baskets Bonn                                                        | EWE Arena                                                                   | Oldenburgo                                                                  |       |
| 2010 | Brose Baskets                                                               | 85–58                                                                       | Deutsche Bank Skyliners (*)                                                 | JAKO-Arena                                                                  | Bamberga                                                                    |       |
| 2011 | Brose Baskets                                                               | 86–66                                                                       | New Yorker Phantoms Braunschweig (*)                                        | Brose Arena (2)                                                             | Bamberga (2)                                                                |       |
| 2012 | Brose Baskets                                                               | 102–98                                                                      | ratiopharm Ulm (*)                                                          | Brose Arena (3)                                                             | Bamberga                                                                    | [ 2 ] |
| 2013 | Brose Baskets                                                               | 78–79                                                                       | ALBA Berlin                                                                 | O2 World                                                                    | Berlim (2)                                                                  | [ 3 ] |
| 2014 | FC Bayern de Munique                                                        | 68–76                                                                       | ALBA Berlin                                                                 | O2 World (2)                                                                | Berlim (3)                                                                  | [ 4 ] |
| 2015 | Brose Baskets                                                               | 87–66                                                                       | EWE Oldenburg                                                               | Brose Arena (4)                                                             | Bamberga (4)                                                                |       |
| 2016 | A partida não foi disputada em virtude de falta de datas na agenda da BBL   | A partida não foi disputada em virtude de falta de datas na agenda da BBL   | A partida não foi disputada em virtude de falta de datas na agenda da BBL   | A partida não foi disputada em virtude de falta de datas na agenda da BBL   | A partida não foi disputada em virtude de falta de datas na agenda da BBL   |       |
| 2017 | A data coincidia com a realização do EuroBasket 2017 e então foi cancelada. | A data coincidia com a realização do EuroBasket 2017 e então foi cancelada. | A data coincidia com a realização do EuroBasket 2017 e então foi cancelada. | A data coincidia com a realização do EuroBasket 2017 e então foi cancelada. | A data coincidia com a realização do EuroBasket 2017 e então foi cancelada. | [ 5 ] |

(*) Disputaram a Supercopa como finalistas da Copa da Alemanha, pois o Brose Bamberga havia conquistado ambas as duas competições.

## Performance por clube
| Clube                | Títulos | Derrotas | Temporadas vencedoras        |
| -------------------- | ------- | -------- | ---------------------------- |
| Brose Bamberg        | 5       | 1        | 2007, 2010, 2011, 2012, 2015 |
| Alba Berlin          | 3       | 1        | 2008, 2013, 2014             |
| Köln 99ers           | 1       | 1        | 2006                         |
| EWE Oldenburg        | 1       | 1        | 2009                         |
| ratiopharm Ulm       | –       | 1        |                              |
| Löwen Braunschweig   | –       | 1        |                              |
| Skyliners Frankfurt  | –       | 1        |                              |
| Telekom Bonn         | –       | 1        |                              |
| Artland Dragons      | –       | 1        |                              |
| FC Bayern de Munique | –       | 1        |                              |

## Artigos relacionados
- Seleção Alemã de Basquetebol Masculino
- Liga Alemã de Basquetebol
- Copa da Alemanha